# Ström Paris
Ström Paris est une maison française de confection spécialisée dans les vêtements de sport, notamment pour l'automobile et l'aviation, active principalement à la fin du XIXe et au début du XXe siècle. Elle est fondée par la famille Ström d'origine norvégienne installée en France depuis 1848. 

## Histoire de la maison Ström
Olé Olsen Ström et ses fils sont parmi les plus célèbres fabricants de vêtements sportifs de l’époque. Ils sont crédités d’avoir inventé les premières tenues pour automobile, et d’avoir un lien étroit avec l’évolution et la popularisation de l’automobile. Les vêtements sportifs Ström ont été portés par des pilotes d’automobile comme Alfred Velghe, Léon Théry, Camille Jenatzy, René de Knyff , Joe Tracy, et par des aviateurs comme Blériot, Bréguet, Fournier, Tissandier, Farman, le comte de Lambert, Capazza,.
Des articles créés par Ström sont conservés au Metropolitan Museum à New York,et dans les archives de Paris.
Ström a été récompensé de plusieurs médailles à l’Exposition Universelle de Paris en 1900, aux tous premiers salons d’Automobiles entre 1901 et 1904, et à l’Exposition Universelle de Saint Louis USA en 1904.

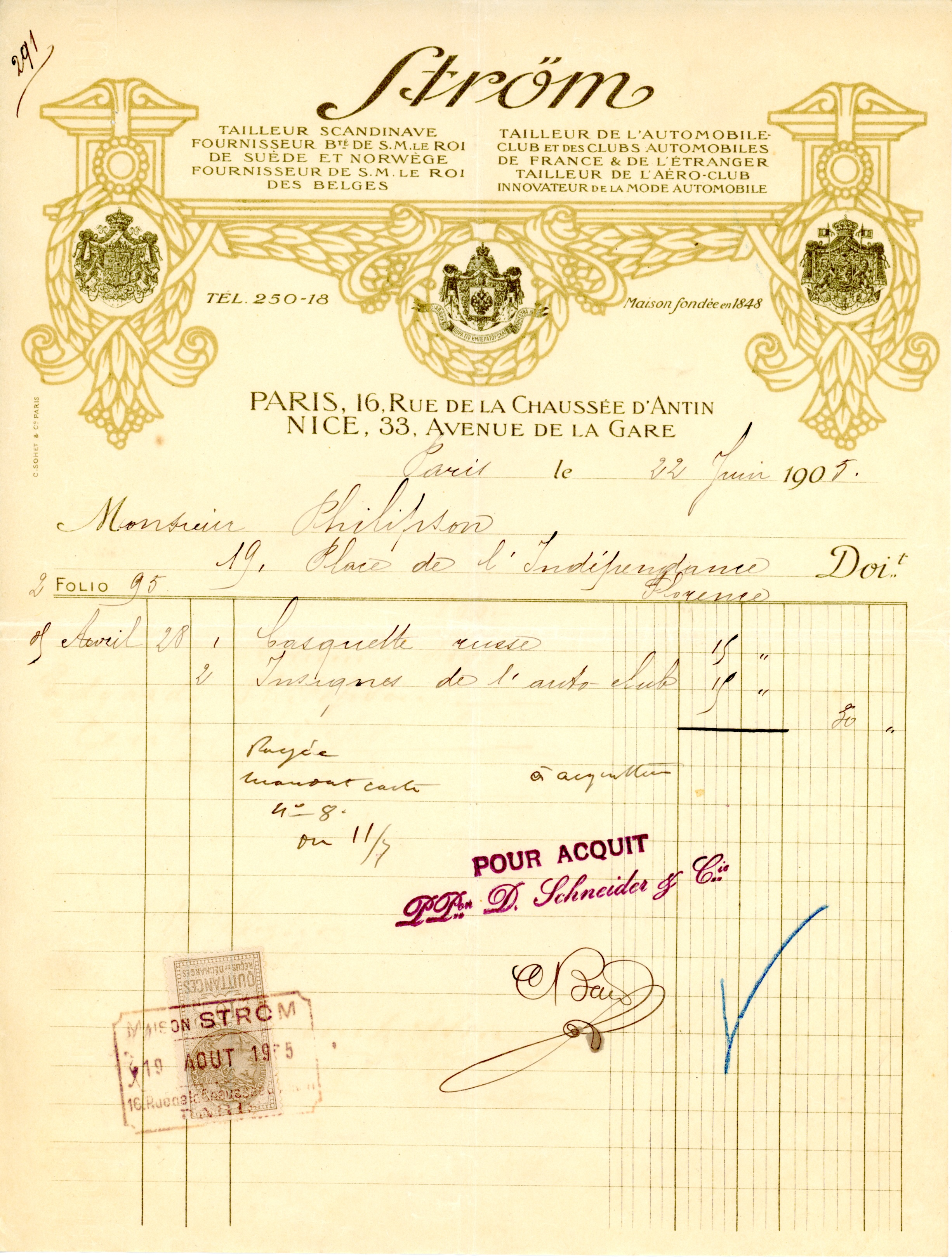
Facture Ström, 1905

Olé Olsen Ström, né en 1827 en Norvège, arrive en France à l’âge de 21 ans. Il est mentionné dans la presse d'époque comme "le tailleur scandinave" reconnu en France et à l’étranger pour sa maîtrise de technique et la qualité de son travail. Il devient le fournisseur du roi de la Suède, de Norvège et du roi des Belges.

### Tenues de sport
En 1893, les fils de Olé Olsen Ström intègrent l’entreprise familiale. Les frères Gustave Adolphe Ström et Charles Alfred Ström introduisent un nouveau chapitre dans l’histoire de Ström en créant des vêtements innovants et adaptés pour les sports d'élites de leur époque - le vélo, le bateau, ainsi que l’automobile et l’avion alors que ces deux modes de locomotion sont en train de naître. Ils déposent de nombreux brevets pour l’invention de nouveaux vêtements et de nouvelles techniques, par exemple le parapluie du chauffeur, la couverture-pantalon, des costumes intégrales pour motocycle, le gilet de sauvetage et le gilet hygiénique.
Ström était fournisseur de vêtements à l’ACF (Automobile Club de France) en France et à l’étranger, au Paris Yacht Club et l’Aéro-club de France.
Ström a équipé des expéditions scientifiques et exploratoires comme l’expédition Charcot au Pôle Sud, et le tour du monde en 63 jours par le journaliste Gaston Stiegler qui a relevé le défi du Tour du Monde en 80 jours par Jules Verne.

## Famille
Gustave Ström s’est marié avec la sœur du pilote automobile Alfred Velghe qui est connu sous le pseudonyme Levegh et qui a remporté la course Paris-Toulouse-Paris en 1900 et a participé à la coupe Gordon-Bennett en 1900 et 1901.

## Brevets

### 1899 - Couverture-pantalon

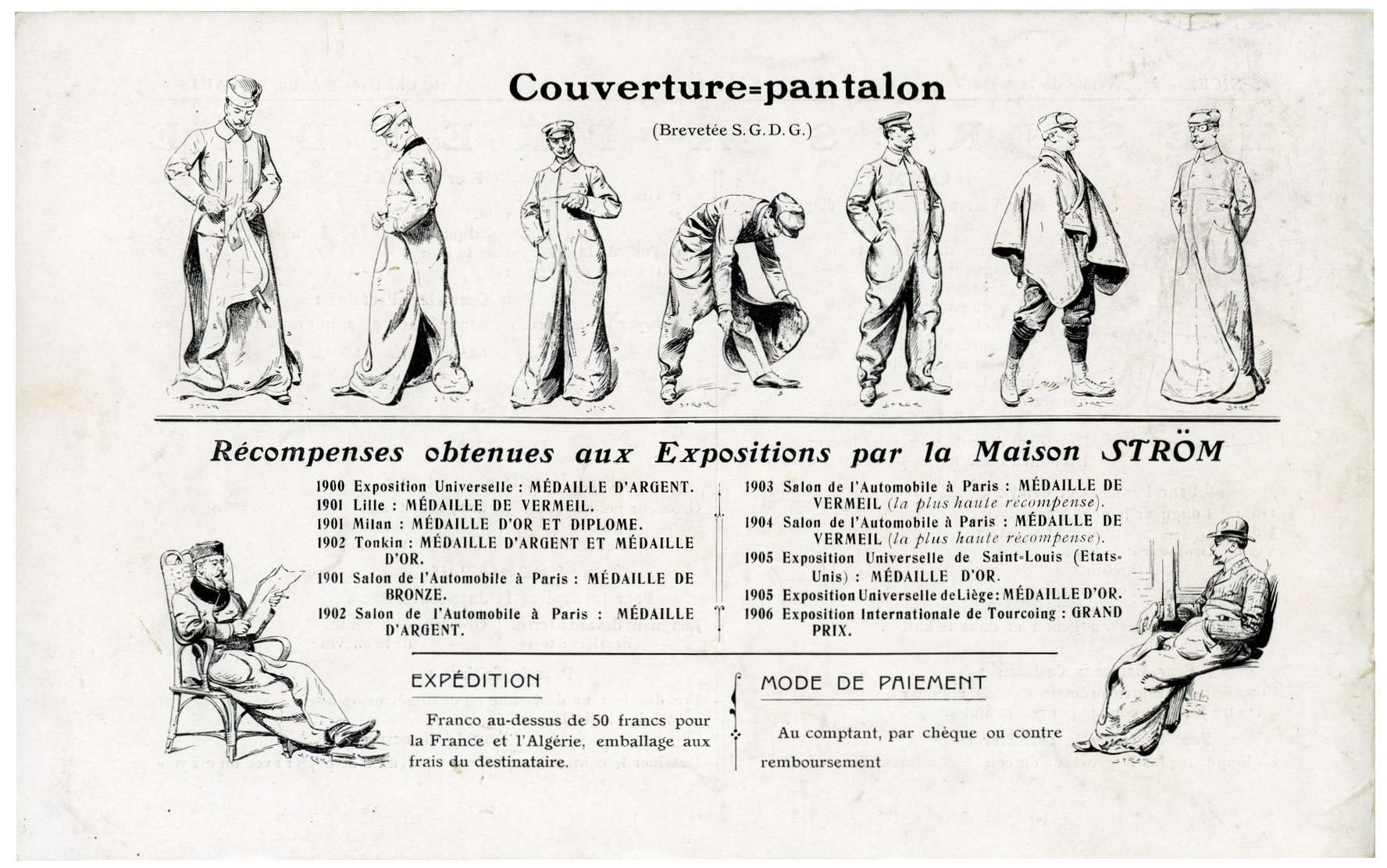
Récompenses obtenues par Ström

Les premières automobiles n’avaient pas de chauffage, ni même parfois des fenêtres ou un toit. Il était courant pour les conducteurs et passagers d’utiliser les couvertures en laine ou fourrures pour se protéger contre les éléments. 
En 1899, les frères Ström (Gustave et Albert) ont imaginé et breveté une nouvelle création appelé «couverture-pantalon» qui présentait les avantages suivants:
1. Elle peut servir comme couverture ordinaire
2. Elle peut s’attacher au-dessous des aisselles en couvrant l’estomac, le ventre et les jambes
3. Elle peut s’attacher en même temps autour du corps et être enroulée et fixée à chaque jambe en les laissant libres et indépendantes l’une de l’autre.

Ström a rapidement adapté ce vêtement pour des femmes afin que les conductrices puissent bénéficier de leur invention, qu’ils ont nommé «couverture-jupe». Ce vêtement pouvait également être enroulé autour de chaque jambe et se transformer en pantalon. 

### 1901 - Parapluie du chauffeur

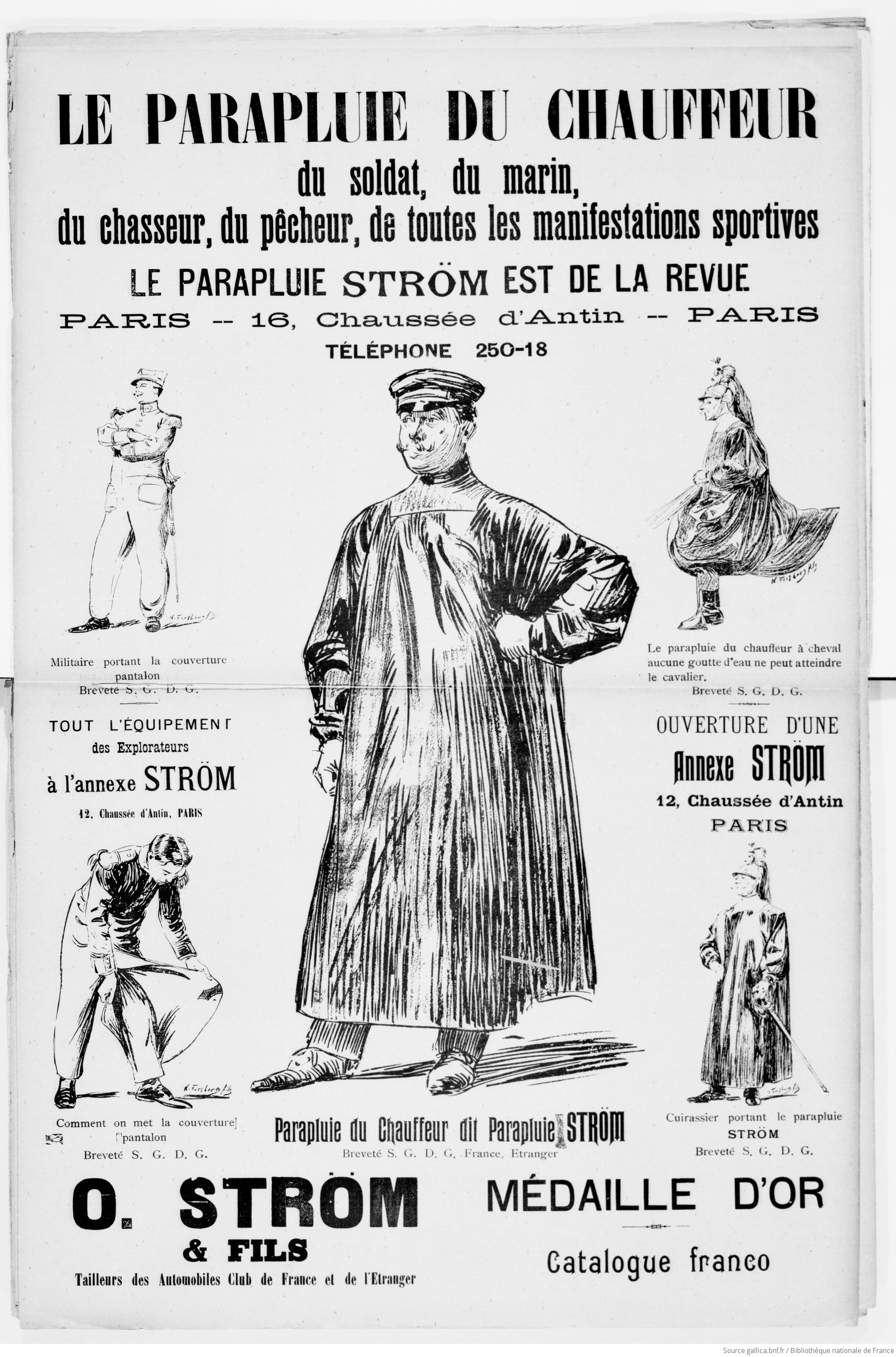
Parapluie du chauffeur, Ström

Les frères Ström ont inventé et breveté en 1901, un vêtement qui présentait une solution simple et innovante au problème de l’eau qui s’infiltre entre le cou et le col des vêtements destinés à protéger le porteur contre la pluie, et qu’ils ont nommé le «parapluie du chauffeur».
Cette création de Ström consiste d’un col en caoutchouc ou d’une étoffe caoutchoutée, mince, souple et élastique, attaché au corps du vêtement avec du col ou avec des coutures. L’ouverture du col correspond au tour du cou du porteur et permet d’élargir à l’aide des deux mains pour passer la tête et revient ensuite épouser exactement la forme du cou sans la resserrer. Il ne reste donc aucune fissure entre le cou et le col élastique et l’eau ne peut pas s’infiltrer. Le corps du vêtement peut avoir toutes les formes selon la préférence du porteur, mais il est sans ouvertures, et sans boutons ni boutonnières. L’étoffe qui compose le corps est de préférence imperméable, mais peut du reste varier à l’infini comme qualité et couleur.
Ce vêtement, nommé parapluie du chauffeur, était également destiné et adopté par des personnes nombreuses appelées à rester sous la pluie (marins, officiers des armées de terre, chasseurs, facteurs, garçons-livreurs ou de recettes, cochers, etc).